# Micromelum
Micromelum es un género con 22 especies de plantas  perteneciente a la familia Rutaceae. 

## Especies seleccionadas
- Micromelum caudatum
- Micromelum ceylanicum
- Micromelum compressum
- Micromelum coriaceum
- Micromelum curranii